# Vakoun Issouf Bayo
Vakoun Issouf Bayo (* 10. Januar 1997 in Daloa) ist ein ivorischer Fußballspieler.

## Karriere

### Verein
Bayo spielte bis 2015 für Stade d’Abidjan. Im September 2015 wechselte er nach Tunesien zu Étoile Sportive du Sahel. Sein Debüt in der Championnat de Tunisie gab er im Januar 2016, als er am 14. Spieltag der Saison 2015/16 gegen EGS Gafsa in der 56. Minute für Ahmed Akaïchi eingewechselt wurde. Bis Saisonende kam er zu einem weiteren Einsatz in der höchsten tunesischen Liga. Zudem wurde er mit Sahel zu Saisonende Meister.
In der Saison 2016/17 absolvierte Bayo neun Spiele in der tunesischen Liga und blieb dabei ohne Torerfolg. Nachdem er in der Hinrunde der Saison 2017/18 zu keinen Einsätzen gekommen war, wechselte er im März 2018 in die Slowakei zum DAC Dunajská Streda, bei dem er einen bis Juni 2019 laufenden Vertrag erhielt. Sein erstes Spiel in der Fortuna liga absolvierte er im selben Monat, als er am zweiten Spieltag der Meisterrunde gegen den ŠK Slovan Bratislava in der 65. Minute für Marko Divković eingewechselt wurde. Sein erstes Tor für Dunajská Streda erzielte er am darauffolgenden Spieltag bei einem 1:0-Sieg gegen Spartak Trnava. Zu Saisonende hatte Bayo neun Einsätze in der Fortuna liga zu Buche stehen, in denen er vier Tore erzielt hatte.
Im Juli 2018 erzielte er bei einem 2:1-Sieg gegen Dinamo Tiflis im Erstrundenrückspiel der Qualifikation zur UEFA Europa League seinen ersten Doppelpack. Die Slowaken konnten sich insgesamt mit einem Stand von 3:2 gegen die Georgier durchsetzen, Bayo erzielte hierbei alle drei Tore. In der zweiten Runde musste man sich jedoch klar dem belarussischen Vertreter Dinamo Minsk mit 3:1 und 4:1 geschlagen geben.
Ebenfalls im Juli 2018 erzielte Bayo bei einem 4:1-Sieg gegen den MFK Zemplín Michalovce erstmals zwei Tore in einem Spiel in der Liga. Im August 2018 verlängerte er seinen zu Saisonende auslaufenden Vertrag bis Juni 2021. Bis zur Winterpause der Saison 2018/19 absolvierte er 16 Spiele in der Fortuna liga und erzielte dabei zehn Tore.
Im Januar 2019 wechselte er nach Schottland zu Celtic Glasgow, wo er einen bis Juni 2023 laufenden Vertrag erhielt.
Im August 2020 wurde Bayo für die Saison 2020/21 an den französischen Zweitligisten FC Toulouse verliehen. Der Verein aus der südfranzösischen Stadt besaß eine Kaufoption. Nachdem der Verein den Aufstieg in die Ligue 1 verpasst hatte, wurde die Option nicht gezogen, obwohl der Stürmer mit zehn Toren in 30 Spielen überzeugen konnte. Nach seiner Leihe kehrte Bayo kurzzeitig nach Glasgow zurück, bevor er vom belgischen Erstligisten KAA Gent verpflichtet wurde.
Bis Jahresende bestritt Bayo drei von 21 möglichen Ligaspielen für Gent, eins von drei möglichen Pokalspielen und drei von sechs möglichen Qualifikationsspielen zur Conference League. Ende Dezember 2021 wurde für den Rest der Saison 2021/22 eine Ausleihe mit anschließender Kaufoption zum Ligakonkurrenten Sporting Charleroi vereinbart. Mitte Mai 2022 machte Charleroi von der Kaufoption Gebrauch und schloss zugleich mit Bayo einen Vertrag bis zum Ende der Saison 2025/26 ab. Bayo hatte für Charleroi 16 von 19 möglichen Ligaspielen bestritten, in denen er elf Tore schoss.
Anfang Juli 2022 wechselte er zum englischen Zweitligisten FC Watford, bei dem er einen Vertrag mit einer Laufzeit von fünf Jahren unterschrieb. Bis Ende Januar 2023 bestritt er 24 von 29 möglichen Ligaspielen, in denen er neun Tore schoss, sowie ein Pokalspiel für Watford.
Zu diesem Zeitpunkt wurde er bis zum Ende der Saison an Sporting Charleroi zurückverliehen. Bis zum Ende der Hauptrunde bestritt er 10 von 11 möglichen Ligaspielen für Charleroi, in denen er drei Tore schoss. Da sich Charleroi nicht für die Play-off qualifizierte, endete damit für ihn die Saison.
In der Saison 2023/24 spielte er wieder bei Watford.

### Nationalmannschaft
Bayo spielte 2015 erstmals für die ivorische U-23-Auswahl. Im Oktober 2018 debütierte er für die A-Nationalmannschaft, als er im Afrika-Cup-Qualifikationsspiel gegen die Zentralafrikanische Republik in der 82. Minute für Jonathan Kodjia eingewechselt wurde.

## Erfolge
Étoile Sportive du Sahel
- Tunesischer Meister: 2015/16

Celtic Glasgow
- Schottischer Meister: 2019, 2020
- Schottischer Pokalsieger: 2019
- Schottischer Ligapokal: 2020